# Lee Joo-seung
Đây là một tên người Triều Tiên, họ là Lee.
Lee Joo-seung (tiếng Hàn: 이주승; sinh ngày 20 tháng 7 năm 1989) là nam diễn viên người Hàn Quốc. Anh được biết đến với vai chính trong các bộ phim độc lập, nổi bật là Shuttlecock (2014).

## Danh sách phim

### Phim
| Năm  | Nhan đề           | Vai diễn      | Ghi chú    | Ng. |
| ---- | ----------------- | ------------- | ---------- | --- |
| 2015 | Socialphobia      | Yong-min      | Vai chính  |     |
| 2016 | Duel: Final Round | Choi Poong-ho | Vai chính  |     |
| 2016 | Graduating Class  | Jung-Woo      | Lồng tiếng |     |

### Phim truyền hình
| Năm  | Nhan đề                                             | Kênh            | Vai diễn       | Ghi chú             | Ng.   |
| ---- | --------------------------------------------------- | --------------- | -------------- | ------------------- | ----- |
| 2014 | Pinocchio                                           | SBS             | Ahn Chan-soo   | Vai phụ             |       |
| 2017 | Giọng nói                                           | OCN             | Hwang Kyung-il | Vai phụ (tập 4–6)   |       |
| 2017 | Góc tối của sự thật                                 | SBS             | Yoon Sun-woo   | Cameo               |       |
| 2017 | Drama Stage – Assistant Manager Park's Private Life | tvN             | Park Jong-hyuk | Vai chính           |       |
| 2018 | Thực thần 3                                         | tvN             | Ahn Chan-soo   | Cameo (tập 1)       |       |
| 2018 | Top Management                                      | YouTube Premium | Joo Seung-ri   | Vai phụ             |       |
| 2019 | Bác sĩ trại giam                                    | KBS2            | Kim Seok-woo   | Cameo (tập 3, 9–12) |       |
| 2021 | Hạnh phúc: Chung cư có độc                          | tvN             | Andrew         | Vai phụ             | [ 1 ] |

## Giải thưởng và đề cử
| Năm  | Lễ trao giải                                                                          | Hạng mục                                             | (Những) Người / Tác phẩm được đề cử | Kết quả   | Ng.   |
| ---- | ------------------------------------------------------------------------------------- | ---------------------------------------------------- | ----------------------------------- | --------- | ----- |
| 2013 | Liên hoan phim độc lập Seoul lần thứ 39 (39th Seoul Independent Film Festival)        | Giải thưởng Ngôi sao độc lập                         | Shuttlecock                         | Đoạt giải |       |
| 2014 | Giải thưởng điện ảnh Buil lần thứ 23 (23rd Buil Film Awards)                          | Nam diễn viên mới xuất sắc nhất                      | Shuttlecock                         | Đoạt giải | [ 2 ] |
| 2014 | Liên hoan phim ngắn Mise-en-scène lần thứ 13 (13th Mise-en-scène Short Film Festival) | Giải thưởng đặc biệt của Ban giám khảo cho Diễn viên | Sabra                               | Đoạt giải |       |
| 2016 | Giải thưởng điện ảnh Wildflower lần thứ 3 (3rd Wildflower Film Awards)                | Nam diễn viên xuất sắc nhất                          | Socialphobia                        | Đề cử     |       |